# 喬·洛克
喬瑟夫·威廉·洛克（英語：Joseph William Locke，2003年9月24日—）是一名英國男演員，因在Netflix影集《戀愛修課》（2022年）中飾演查理·史普林而知名。

## 早年生活及教育
洛克出生於曼島道格拉斯，就讀於巴萊克米恩高中。他在2022年4月上了英國獨立電視網的“This Morning”談到他正在準備普通教育高級程度證書（A Level）的考試（政治、歷史和英語）。還在上高中時，洛克和三位同學向政府提交了一份請願書，試圖說服政府探討歡迎敘利亞難民到島上的問題。應該對歡迎難民的可行性進行更深入的調查。

## 職業生活
洛克參與了在2020年National Theatre Connections的製作以及歡樂劇院和肯辛頓藝術中心的青年團體的製作。
2021年4月，洛克宣布將在Netflix系列《戀愛修課》中與基特·康納一起搭檔出演，該劇改編自艾莉絲·歐斯曼同名網絡漫畫和圖畫小說。 洛克是從10,000名試鏡者中選出的。拍攝時洛克17歲，他扮演的角色是一名在英国楚翰男子高校14-15歲的學生。洛克談到了他作為一個來自道格拉斯的年輕同性戀者的經歷，以及他與主角查理故事的相似之處。，2024年，於《阿嘉莎：無所不在》飾演緋紅女巫的兒子。

## 影視作品

### 電視劇
| 年份 | 譯名標題             | 原名標題         | 角色                                          | 備註     | Ref.          |
| ---- | -------------------- | ---------------- | --------------------------------------------- | -------- | ------------- |
| 2022 | 《戀愛修課》         | Heartstopper     | 查爾斯·「查理」·斯賓 Charles "Charlie" Spring | 主要角色 | [ 15 ] [ 16 ] |
| 2024 | 《阿嘉莎：無所不在》 | Agatha All Along | 威廉“比利”卡普兰-奥特曼                       | 主角团   | [ 17 ]        |

## 外部連結
- 喬·洛克的Instagram帳戶
- Joe Locke在互联网电影资料库（IMDb）上的資料（英文）